# Stuart Rosenberg
Stuart Rosenberg (Brooklyn, 11 augustus 1927 – Beverly Hills, 15 maart 2007) was een Amerikaans regisseur.

## Levensloop
Rosenberg studeerde Ierse letterkunde aan de universiteit van New York, voordat hij in de late jaren 50 televisiereeksen begon te regisseren. Vanaf de jaren 60 ging hij zich ook op films toeleggen. Hij oogstte vooral succes met de films Cool Hand Luke (1967), Voyage of the Damned (1976) en The Amityville Horror (1979).
Rosenberg overleed op 79-jarige leeftijd aan een hartinfarct in zijn woning in Beverly Hills.

## Filmografie
- 1960: Murder, Inc.
- 1961: Question 7
- 1967: Cool Hand Luke
- 1969: The April Fools
- 1970: Move
- 1970: WUSA
- 1972: Pocket Money
- 1973: The Laughing Policeman
- 1975: The Drowning Pool
- 1976: Voyage of the Damned
- 1979: Love and Bullets
- 1979: The Amityville Horror
- 1980: Brubaker
- 1984: The Pope of Greenwich Village
- 1986: Let's Get Harry
- 1991: My Heroes Have Always Been Cowboys